# 百獸戰隊牙吠連者VS超級戰隊
《百獸戰隊牙吠連者VS超級戰隊》（原文：百獣戦隊ガオレンジャーVSスーパー戦隊）。係於2001年8月10日在日發售的戰隊系列V-cimema。

## 概要
- 本作為《超級戰隊系列》第25作的紀念劇場版作品，故事發生在《百獸戰隊牙吠連者》本篇14-15話之間。

## 前提
傳說中的變異人－爆裂巨角·拉克夏薩復活。利用自身的特殊能力，吸收了鷲尾岳（牙吠黃）、鮫津海（牙吠藍）、牛込草太郎（牙吠黑的）的「戰士之魂」。

意志沒有被奪取的獅子（牙吠紅），命令小冴（牙吠白）帶著三人先行離開，一人獨自面對拉克夏薩。

另一方面，在牙吠連者四人面前，出現了曾經和惡勢力在地球上戰鬥的超級戰隊五人，並替他們的戰鬥上了新的一課。

## 登場人物

### 百獸戰隊牙吠連者
| 演員     | 角色       | 代號   | 台配   |
| -------- | ---------- | ------ | ------ |
| 金子昇   | 獅子走     | 牙吠紅 | 劉傑   |
| 堀江慶   | 鷲尾岳     | 牙吠黃 | 魏伯勤 |
| 柴木丈瑠 | 鮫津海     | 牙吠藍 | 符爽   |
| 酒井一圭 | 牛込草太郎 | 牙吠黑 | 宋克軍 |
| 竹內實生 | 大河冴     | 牙吠白 | 魏晶琦 |

### 歷代超級戰隊
- 按年代排序

| 戰隊             | 演員     | 角色     | 代號      | 台配   |
| ---------------- | -------- | -------- | --------- | ------ |
| JAKQ電擊隊       | 宮內洋   | 番場壯吉 | Big One   | 劉傑   |
| 超獸戰隊生命人   | 嶋大輔   | 天宮勇介 | 紅獵鷹    | 符爽   |
| 電磁戰隊百萬連者 | 東山麻美 | 今村美久 | 百萬粉紅  | 林美秀 |
| 星獸戰隊銀河人   | 照英     | 豪氣     | 銀河藍    | 魏伯勤 |
| 救急戰隊GOGOV    | 柴田賢志 | 巽大門   | GO Yellow | 宋克軍 |

### 戰隊關係者
鐵特姆｜岳美

### 變異人
亞敗柏／牙拜霸｜坂口候一 聲
角角／婕婕｜齋藤レイ
再生變異人軍團
因拉克夏薩之力得以復生的變異人們。具有實體。復活成員為風神渦輪變異人、紅綠燈變異人、雷神電漿變異人、輪胎變異人、推土機變異人等五人。
幻像空間內的變異人眾
在拉克夏薩的幻像空間裡製造出的變異人。不具實體，但可作戰。為婚紗禮服變異人（江川央生聲）、手機變異人（津久井教生聲）、帆船變異人（宇垣秀成聲）共三體。
在幻像空間裡與牙吠紅戰鬥。

### 本作原創人物
爆裂巨角·拉克夏薩／羅剎娑｜飯塚昭三 聲
連鐵特姆也畏懼三分的傳說中的變異人。由於其自身擁有的邪惡力量過於強大，弄傷了自己的頭角，因此長眠了數個世代。如今，再度甦醒了過來，將過剩的邪力傳給亞敗柏等人，使得牙吠連者們陷入苦戰中。此外，能製造使人進入的幻像空間，再從虛幻的敗北之中，趁機吸取「戰士的靈魂」的能力。不需變異人種子亦能自體巨大化。在遭到破邪百獸劍的斬擊後巨大化。靠著歷代戰隊的機器人的援助以及威力提升的百獸王使出「天地共鳴·超級野獸之心」將其打倒後，卻又靠著吸收亞敗柏和角角的邪惡衝動再度復活，最後，在感受到全體戰隊的靈魂之時，牙吠紅將超級戰隊之魂以倒掛金鉤之姿，使出大絕招－牙吠連者風暴，在大喊「怎麼可能－!!」後，羅剎娑粉碎。（當大家回到百獸堂時準備和鐵特姆報告戰果時，鐵特姆大喊不可能，還認為是自己做了個拉克夏薩復活的夢。）

## 主題曲
『燃燒! 超級戰隊之魂』
- 作詞：桑原永江 / 作曲・編曲：龜山耕一郎 / 歌：堀江美都子、水木一郎

### 插曲
「セクシャル・レディ」
作詞：吉田健美 / 作曲：加瀬邦彦 / 編曲：田中公平/ 歌：石渡マキ
「青春サーキット」
作詞：洲崎千恵子 / 作曲・編曲：出口雅生 / 歌：朝川ひろこ
「Blue Togetherness」
作詞：冬杜花代子 / 作曲・編曲：矢野立美 / 歌：宮内タカユキ
「俺のハートは夢じかけ」
作詞：八手三郎 / 作曲・編曲：京建輔 / 歌：MoJo
「心よ しなやかに舞え!」
作詞：松本一起 / 作曲：小杉保夫 / 編曲：米光亮 / 歌：佐藤健太、こおろぎ'73
「夢の翼を」
作詞：山川啓介 / 作曲：渡辺宙明 / 編曲：いちひさし / 歌：串田アキラ
「超獣戦隊ライブマン」
作詞：大津あきら / 作曲：小杉保夫 / 編曲：藤田大土 / 歌：嶋大輔
「五つの心でファイブロボ」（インストゥルメンタル）
作曲：小杉保夫 / 編曲：吉田明彦

## 幕後人員
- 原作：八手三郎、石之森章太郎
- 監督：竹本昇
- 脚本：赤星政尚
- 撮影：松村文雄
- 音楽：中川幸太郎
- 動作監督：竹田道弘
- 製作：朝日電視、東映錄像、東映
- 旁白：增岡弘（日）/ 魏伯勤（台）